# Khnkoyan
Khnkoyan (en arménien Խնկոյան ) est une communauté rurale du marz de Lorri en Arménie. En 2008, elle compte 285 habitants.